# جلال‌الدین آشتیانی
جلال‌الدّین آشتیانی (۱۳۰۳ — ۳ خرداد ۱۳۹۴ در مونیخ)، نویسنده، پژوهشگر ادیان و نظریه‌پرداز اهل ایران بود. وی از اعضای بنیان‌گذار نهضت خداپرستان سوسیالیست و نظریه‌پرداز این نهضت بود. جلال الدین آشتیانی فرزند میرزا مهدی آشتیانی است.

## زندگی
جلال‌الدّین آشتیانی در سال ۱۳۰۳ به دنیا آمد. تحصیلاتِ مقدّماتی و متوسّطه را در دارالفنون گذراند. در همان زمان به بنیان‌گذاری نهضت خداپرستان سوسیالیست مشغول بود. با شکل‌گیری کودتای ۲۸ مرداد ناگزیر به ترک ایران شد و به مونیخ رفت. در مونیخ تحصیلات عالی خود را در رشته مهندسی معماری ادامه داد. پس از انقلاب اسلامی و روی کار آمدن دولت مهدی بازرگان به ایران بازگشت. او در طی این مدت آثار و کتاب‌هایی از خود بر جای گذاشت.

## ایدئولوژی
جلال‌الدّین آشتیانی به عنوان نظریه‌پرداز نهضت خداپرستان سوسیالیست، در برابر حزب توده ایران به فعالیت فکری و نظری می‌پرداخت.

## آثار

### کتاب‌ها
- آش‍ت‍ی‍ان‍ی‌، ج‍لال‌ال‍دی‍ن‌، ای‍دآل‌ ب‍ش‍ر، ت‍ج‍زی‍ه‌ و ت‍ح‍ل‍ی‍ل‌ اف‍ک‍ار، م‍ات‍ری‍ال‍ی‍س‍م‌-ای‍دال‍ی‍س‍م‌-م‍ک‍ت‍ب‌ واس‍طه‌، بی‌جا: چاپخانۀ اتحاد، ۱۳۲۵.
- آش‍ت‍ی‍ان‍ی‌، ج‍لال‌ال‍دی‍ن‌، ایده‌آل بشر، تجزیه و تحلیل افکار: مدیریت نه حکومت، 	ت‍ه‍ران‌: ان‍ت‍ش‍ار‏‫، ۱۳۶۵.‬
- آش‍ت‍ی‍ان‍ی‌، ج‍لال‌ال‍دی‍ن‌، ایده‌آل بشر، تجزیه و تحلیل افکار: زرت‍ش‍ت‌: م‍زدی‍س‍ن‍ا و ح‍ک‍وم‍ت‌، ت‍ه‍ران‌: ان‍ت‍ش‍ار‏‫، ۱۳۶۶.‬
- آش‍ت‍ی‍ان‍ی‌، ج‍لال‌ال‍دی‍ن‌، ایده‌آل بشر، تجزیه و تحلیل افکار: ت‍ح‍ق‍ی‍ق‍ی‌ در دی‍ن‌ ی‍ه‍ود، ت‍ه‍ران‌: ن‍گ‍ارش‌‏‫‏‏، ۱۳۸۶.‬
- آش‍ت‍ی‍ان‍ی‌، ج‍لال‌ال‍دی‍ن‌، ایده‌آل بشر، تجزیه و تحلیل افکار: ت‍ح‍ق‍ی‍ق‍ی‌ در دی‍ن‌ م‍س‍ی‍ح‌، ت‍ه‍ران‌: ن‍گ‍ارش‌‏‫‏‏، ۱۳۶۸.
- آش‍ت‍ی‍ان‍ی‌، ج‍لال‌ال‍دی‍ن‌، ایده‌آل بشر، تجزیه و تحلیل افکار: ع‍رف‍ان‌، (۵ جلد، ب‍خ‍ش‌ اول‌: گ‍ن‍وس‍ت‍ی‌س‍ی‍زم‌-م‍ی‍س‍ت‍ی‌‌س‍ی‍زم‌: ش‍ام‍ان‍ی‍س‍م‌، ب‍خ‍ش‌ دوم‌: گ‍ن‍وس‍ت‍ی‌س‍ی‍زم‌-م‍ی‍س‍ت‍ی‌س‍ی‍زم‌: م‍ذاه‍ب‌ اس‍راری‌، ب‍خ‍ش‌ س‍وم‌: گ‍ن‍وس‍ت‍ی‌س‍ی‍زم‌-م‍ی‍س‍ت‍ی‌س‍ی‍زم‌: م‍ذاه‍ب‌ ه‍ن‍دی‌، وداه‍ا، ب‍خ‍ش‌ چ‍ه‍ارم‌: گ‍ن‍وس‍ت‍ی‌س‍ی‍زم‌-م‍ی‍س‍ت‍ی‌س‍ی‍زم‌: م‍ذاه‍ب‌ ه‍ن‍دی‌، ودان‍ت‍ا، ب‍خ‍ش‌ پ‍ن‍ج‍م‌: ب‍ودی‍س‍م‌ و ج‍ی‍ن‍ی‍س‍م‌ م‍ذاه‍ب‌ ه‍ن‍دی‌)، ت‍ه‍ران‌: ش‍رک‍ت‌ س‍ه‍ام‍ی‌ ان‍ت‍ش‍ار، ۱۳۷۲.
- آش‍ت‍ی‍ان‍ی‌، ج‍لال‌ال‍دی‍ن‌، بودا: جستاری در آئین و تعالیم، تهران: شرکت سهامی انتشار، ۱۳۸۸.